# Kukułka (samolot)
Kukułka – polski samolot amatorski konstrukcji Eugeniusza Pieniążka, który z powodu szykan władz na samolocie tym 13 września 1971 nielegalnie opuścił terytorium Polski przez Słowację i Węgry do Suboticy w Jugosławii. 

## Historia
Samolot powstawał od 1969 początkowo w mieszkaniu w bloku, później w hangarze aeroklubowym. Elementy niemieszczące się na klatce schodowej spuszczane były na linach z okna na pierwszym piętrze. Do jego konstrukcji użyto usterzenia i przerobionych płatów z szybowca SZD-24 Foka i SZD-8 Jaskółka. Oblotu dokonał Ludwik Natkaniec. Był to pierwszy samolot amatorski zarejestrowany w PRL 10 sierpnia 1971 ze znakami SP-PHN. Po ucieczce na Zachód, samolot skreślono z polskiego rejestru 29 lipca 1972. W 1992 samolot został zarejestrowany w Szwecji ze znakami SE-XKK. Od 1997 samolot znalazł się znowu w Polsce pod numerem SP-FKU. 13 września 2005 konstruktor przekazał samolot do Muzeum Lotnictwa Polskiego w Krakowie.
Na temat tej ucieczki powstał film Piotra Załuskiego i Tomasza Piotrowskiego pod tytułem Trzeba w życiu coś zrobić.
Ucieczce tym samolotem poświęcono odc. 7. serialu Wielkie ucieczki.

## Konstrukcja
Jednomiejscowy samolot sportowo-turystyczny w układzie wolnonośnego dolnopłatu.
Kadłub o konstrukcji półskorupowej i pokryciu drewnianym. Za silnikiem znajduje się główny zbiornik paliwa o pojemności 54 litrów i zbiornik oleju o pojemności 3,8 litra. Osłona kabiny jednoczęściowa, odchylana na bok. Tablica przyrządów wyposażona w prędkościomierz, zakrętomierz, wysokościomierz, busolę, wskaźnik ciśnienia i temperatury, wskaźnik temperatury głowic i obrotomierz.
Płat z szybowca SZD-8 Jaskółka zmodyfikowany poprzez skrócenie końcówek i systemu mocowania do kadłuba. Wyposażony w klapy i lotki.
Usterzenie zaadaptowane z szybowca SZD-24 Foka.
Podwozie główne zaadaptowane z samolotu Piper Cub, amortyzowane krążkami gumowymi. Kółko ogonowe zawieszone na resorze ze stali sprężynującej.
Napęd – czterocylindrowy silnik Continental A-65 o mocy 65 KM napędzający dwułopatowe, stałe śmigło drewniane typu "Hartzel". Silnik osłonięty obudową z tworzywa sztucznego.